# Портер, Гарри
Гарри Франклин Портер (англ. Harry Franklin Porter; 31 августа 1882, Бриджпорт, Коннектикут — 27 июня 1965, Хартфорд, Коннектикут) — американский легкоатлет, чемпион летних Олимпийских игр 1908.
На Играх 1908 в Лондоне Портер соревновался только в прыжке в высоту. С результатом 1,90 м он занял первое место.